# 水谷助六
水谷 助六（みずたに すけろく）は、幕末の尾張藩士。祖父水谷豊文、父水谷義三郎と同様本草学を修め、嘗百社の人物と交流した。

## 生涯
天保11年（1840年）10月21日、尾張藩士岩本又七の次男として生まれた。弘化4年（1847年）2月12日水谷義三郎の婿養子となり、馬廻組を継いだ。
安政3年（1856年）4月6日寄合組に転じ、安政5年（1858年）11月20日小姓となり、参勤交代に従い江戸に上った。文久3年（1863年）7月1日小姓頭取となり、9月徳川茂徳隠居後も引き続き茂徳に付いた。
文久4年（1864年）2月4日手筒頭格、中奥中小姓。慶応3年（1867年）3月18日人員削減により普請役に回され、明治2年（1869年）9月2日一等兵隊に属し、明治4年（1871年）2月23日辞職した。
以降も嘗百社の人々と交流を続け、明治17年（1884年）伊藤圭介邸の「リヽオデンドロン樹」、明治22年（1889年）11月田中節三郎持参の「アツフロ」等を写生している。
大正6年（1917年）8月19日午前4時頃死去し、広路町光真寺に葬られた。

## 著書
- 「愛知県下柿実之図」 - 明治22年（1889年）愛知県下の柿の実33種を調査、写生し、大日本農会に出品したもの[1][3]。
- 「愛知県熱田海魚介譜」 - 県の依頼により明治22年（1889年）3月から明治23年（1890年）4月まで熱田魚問屋島本権左衛門宅で製作したもの。145種を収める[1]。島本権左衛門は名古屋の秤座「守隨商店」の12代当主守隨鑅之助の八男狗郎で、熱田木之免町の魚問屋島本家の養嗣子となり島本家12代目当主を継いだ人物である[4]。

## 家族
- 実父：岩本又七 - 尾張藩士。高須藩領寺社町方奉行、在京御用達役等を務め、慶応元年（1865年）11月没[5]。
- 義父：水谷義三郎 - 尾張藩士。
- 長男：水谷鉾太郎[1]
- 次男：水谷文応[1]
- 三男：水谷光太郎[1]

光太郎は中区大池町一丁目38番地の家を引き払い、知多郡八幡町字細見41番地に移った。